# 陳青達

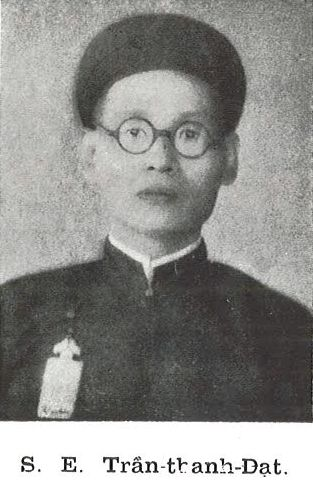
陳青達

陳青達（越南语：／；1891年2月4日—1968年9月29日），曾譯作陳清達，又名陳公遂，字良卿（越南语：／），號弱水（越南语：／），越南阮朝官員。

## 生平
陳青達是承天府人，父親是光祿寺卿陳雅。成泰二年十二月二十六日（1891年2月4日），陳青達出生。
成泰十五年（1903年），陳青達進入國學場就學。成泰十九年六月十八日（1907年7月27日），娶禮部尚書鄧文連之女鄧氏攜為妻。隨後繼續讀書，先後讀了幾所學校。啟定九年（1924年），大學畢業。次年，授侍講學士，領廣寧知府。
保大三年（1928年）正月，換補升平知府。同年七月，升授輔政府員外郎。保大四年（1929年）二月，升授侍讀學士。保大六年（1931年）六月，升授光祿寺卿，換補多樂道（即多樂市）和同狔上道（即同狔上省）管道。保大七年（1932年）二月，升補廣南按察使，與廣南總督吳廷魁共事。保大八年（1933年）正月，補領機密院商佐。同年四月，保大帝改組內閣，陳青達升授國民教育部侍郎。保大十年（1935年）四月，升授國民教育部參知。
保大十五年（1940年）二月，陳青達改補平順巡撫。保大十七年（1942年）二月，升尚書銜，領平順巡撫。同年十二月，任國民教育部尚書，充機密院大臣。保大十九年（1944年）四月，升協佐大學士，兼領國史館總裁。
保大二十年（1945年），日軍發動三九政變，保大帝在日軍要求下，宣佈越南“獨立”，成立越南帝國。陳青達被免去內閣職務，前往大叻。
阮朝滅亡後，保大帝流亡海外，陳青達為恢復保大帝君位奔波。1949年，保大帝成立越南國並擔任國長一職，陳青達也在政府中任職。1955年，君主制被廢除，保大帝再度流亡海外。陳青達則返回順化家中養老。
1968年9月29日（舊曆八月八日），陳青達在順化家中去世。

## 榮譽
- 大南龍星指揮官勳位[5]